# XIV Puchar Gordona Bennetta (balonowy)
XIV Puchar Gordona Bennetta – zawody balonów wolnych o Puchar Gordona Bennetta zorganizowane w 1925 roku w Brukseli.

## Historia
W 1924 roku belgijski pilot Ernest Demuyter po raz trzeci z kolei wygrywa zawody po locie nad Kanałem La Manche i lądowaniu w Brighton. Dzięki temu puchar przechodzi na własność aeroklubu belgijskiego. Ten po ogłoszeniu wyników postanowił ufundować nowy puchar, dzięki czemu mogły odbyć się zawody w 1925 roku. Zaprojektował go belgijski rzeźbiarz Van de Kerchove. Puchar miał wartość 12 500 franków, podobną kwotę miał otrzymać zwycięzca zawodów. 
Zawody rozpoczęły się 7 czerwca w Brukseli, w Solbosch. Wystartowało w nich 18 balonów z 7 krajów. 

## Uczestnicy
| Zajęte miejsce | Balon              | Pojemność | Załoga pilot pomocnik pilota                       | Kraj              | Czas lotu [h]                            | Odległość [w km]                         | Miejsce lądowania Państwo miejsce (najbliższe duże miasto) |
| -------------- | ------------------ | --------- | -------------------------------------------------- | ----------------- | ---------------------------------------- | ---------------------------------------- | ---------------------------------------------------------- |
| 1.             | Prince Leopold     |           | Alexander Veenstra Philippe Quersin                | Belgia            | 47:30                                    | 1343,00                                  | Hiszpania Cape Touriñán                                    |
| 2.             | Belgica            |           | Ernest Demuyter Leon Coeckelbergh                  | Belgia            |                                          | 681,50                                   | Francja Quimper                                            |
| 3.             | Ciampino V         |           | Giuseppe di Valle G. Paonesa                       | Włochy            |                                          | 598,00                                   | Francja Pontivy                                            |
| 4.             | Aerostiere III     |           | cap. Giovanni Grassi Ten. Franc. Tarantolo         | Włochy            |                                          | 537,50                                   | Francja Romille                                            |
| 5.             | La Picardie        |           | Maurice Bienaimé Georges Ravaine                   | Francja           |                                          | 472,50                                   | Francja Anneville                                          |
| 6.             | Ville de Bruxelles |           | Mathieu Labrousse com. M. Dewandre                 | Belgia            |                                          | 472,00                                   | Francja Hauteville                                         |
| 7.             | Helvetia II        |           | dr Otto Bachmann E. Traxler                        | Szwajcaria        |                                          | 470,00                                   | Francja Containville                                       |
| 8.             | Banshee III        |           | lt. col. John D. Dunville Frederick Walker Baldwin | Wielka Brytania   |                                          | 465,00                                   | Francja Auderville                                         |
| 9.             | Miramar            |           | kpt. Percival Green Spencer John Berry             | Wielka Brytania   |                                          | 463,00                                   | Francja Beaumont Huyne                                     |
| 10.            | Ciampino III       |           | Eraldo Ilari dl Precerutti                         | Włochy            |                                          | 430,50                                   | Francja Octiville                                          |
| 11.            | S 14               |           | William J. Flood Lt. Haynie McCormic               | Stany Zjednoczone |                                          | 228,50                                   | Francja Treport (Dieppe)                                   |
| 12.            | Fernandez Duro     |           | Joachim la Llave Jose Alsando                      | Hiszpania         |                                          | 213,00                                   | Francja Cayeux sur Mer                                     |
| 13.            | Maroc              |           | Georges Blanchet de Montion                        | Francja           |                                          | 205,00                                   | Francja Le Crotoy                                          |
| 14.            | Elsie              |           | capt. J.F. Johson capt. Dongall                    | Wielka Brytania   |                                          | 197,50                                   | Francja Etaples                                            |
| 15.            | Captain Penaranda  |           | Ed. Sussena Andre Riveras                          | Hiszpania         |                                          | 143,50                                   | Francja Thiennes                                           |
|                | Godyear III        |           | Ward Van Orman Carl K. Wollam                      | Stany Zjednoczone | Po wylądowaniu w morzu zdyskwalifikowany | Po wylądowaniu w morzu zdyskwalifikowany | Po wylądowaniu w morzu zdyskwalifikowany                   |
|                | Espero             |           | Leon de la Rocha Fortan Lobez Jesus                | Hiszpania         | Po wylądowaniu w morzu zdyskwalifikowany | Po wylądowaniu w morzu zdyskwalifikowany | Po wylądowaniu w morzu zdyskwalifikowany                   |
|                | Grande Charles     |           | lt. Rene Latu Lt. Francin                          | Francja           | Po wylądowaniu w morzu zdyskwalifikowany | Po wylądowaniu w morzu zdyskwalifikowany | Po wylądowaniu w morzu zdyskwalifikowany                   |

## Przebieg
Zawody rozpoczęły się w Brukseli 9 czerwca 1925 roku. Start balonów oglądało 200 000 osób. Wśród nich znaleźli się ambasadorzy USA i Brazylii oraz przedstawiciele Wielkiej Brytanii i Francji.  Balon Ormana Goodyear III początkowo przemieszczał się nad Francją w kierunku Hiszpanii, ale potem wiatr zmienił się i popchnął go w kierunku Oceanu Atlantyckiego. Van Orman po zauważeniu świateł nawigacyjnych statku Vaterland przekazał kapitanowi prośbę o zgodę na lądowanie za pomocą alfabetu Morse'a, używając do tego latarki i bezpiecznie wylądował na przednim pokładzie. Było to pierwsze na świecie nocne awaryjne lądowanie balonu na pełnym morzu. Został zdyskwalifikowany, ponieważ zgodnie z regulaminem uczestnicy zawodów musieli lądować na lądzie. Podobną przygodę mieli członkowie załogi hiszpańskiego balonu Espero. Nad Kanałem La Manche poprosili o pomoc kapitana amerykańskiego statku Sacandaga. Niestety gaz wypuszczony z balonu zapalił się i zniszczył powlokę. Piloci zostali wyłowieni z morza i odstawieni do hiszpańskiej ambasady w Londynie. Brytyjski balon Elsie został zniszczony gdy zaczepił wiszącą liną o jadący pociąg. Pilotujący go kapitan Johson wyszedł z wypadku bez obrażeń, ale jego pasażer kapitan Dongall został ranny. 
Po zakończeniu zawodów powstał spór kto wygrał zawody. Zwycięski balon Prince Leopold wraz z Alexandrem Veenstra po locie nad Zatoką Biskajską próbował wylądować na półwyspie Cape Touriñán, ale wiatr zniósł balon na pełne morze. Quersin pozostał na lądzie, a Veenstra po wylądowaniu w wodzie został zabrany na pokład hiszpańskiego parowca Fernando Carona. Pomimo lądowania balonu w morzu belgijska załoga nie została zdyskwalifikowana. Ward Van Orman uważał, że to on jest zwycięzcą. 20 czerwca 1925 roku złożył oficjalny protest, co wstrzymało wręczenie nagrody załodze Prince Leopold. 26 września 1925 roku podczas konferencji FAI w Pradze protest został odrzucony i podjęto decyzję zatwierdzającą zajęcie pierwszego miejsca przez załogę belgijską.